# Frynichos Arabios
Frynichos Arabios var en grekisk sofist från Bitynien omkring 180 e.Kr. Han var en atticistisk lexikograf.